# Trie-la-Ville
 Trie-la-Ville  [tʁi la vil] ist ein Dorf und eine Gemeinde mit 306 Einwohnern (Stand 1. Januar 2022) im französischen Département Oise in der Region Hauts-de-France. Die Gemeinde gehört zum Arrondissement Beauvais und zum Kanton Chaumont-en-Vexin.

## Lage
Die Gemeinde Trie-la-Ville liegt an der Troesne in der Landschaft Vexin francais, sechs Kilometer östlich von Gisors.

## Geschichte
1835 wurde der kleinere Gemeindeteil Trie-la-Ville selbständig; der größere Rest von Trie nahm daraufhin den Namen Trie-Château an.

### Bevölkerungsentwicklung
| Jahr                       | 1962 | 1968 | 1975 | 1982 | 1990 | 1999 | 2011 | 2021 |
| Einwohner                  | 248  | 280  | 270  | 270  | 377  | 327  | 321  | 306  |
| Quellen: Cassini und INSEE |      |      |      |      |      |      |      |      |

## Sehenswürdigkeiten
- Kirche Notre-Dame de l’Ascension (Mariä Himmelfahrt)
- Manoir d’Illoire, Herrenhaus aus dem 17. Jahrhundert
- Schloss Trie (19. Jahrhundert)

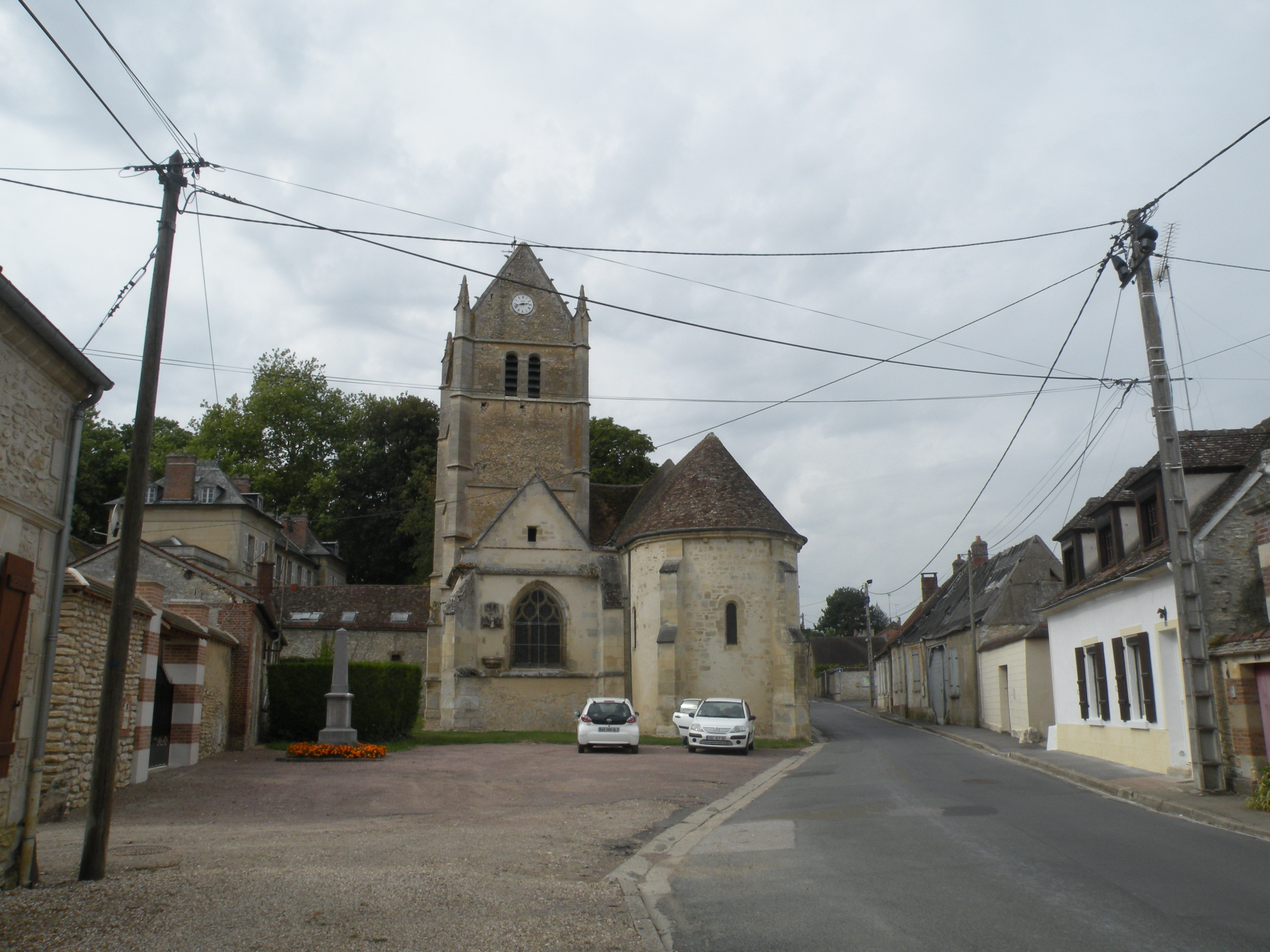
Kirche Notre-Dame de l’Ascension
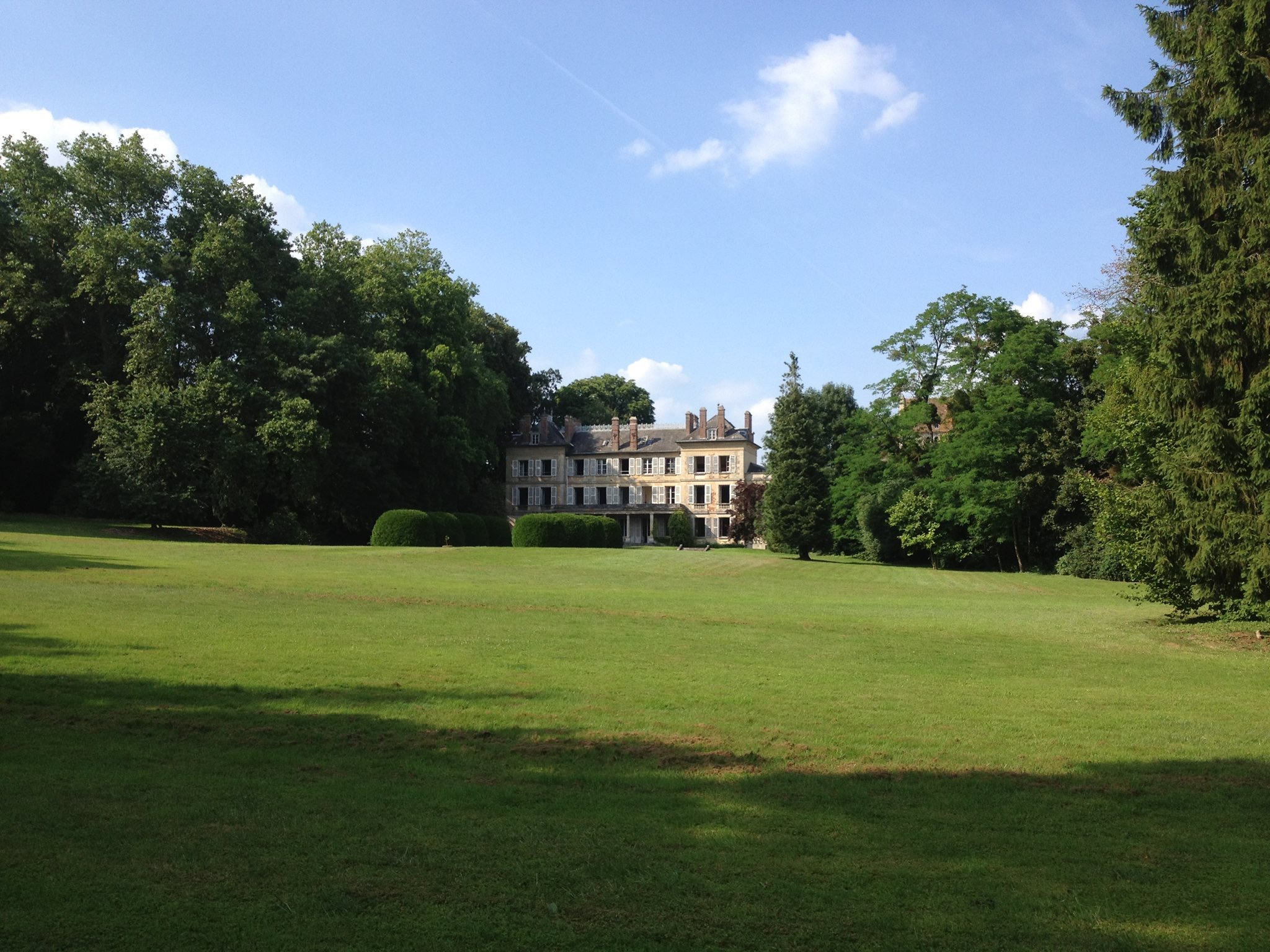
Herrenhaus
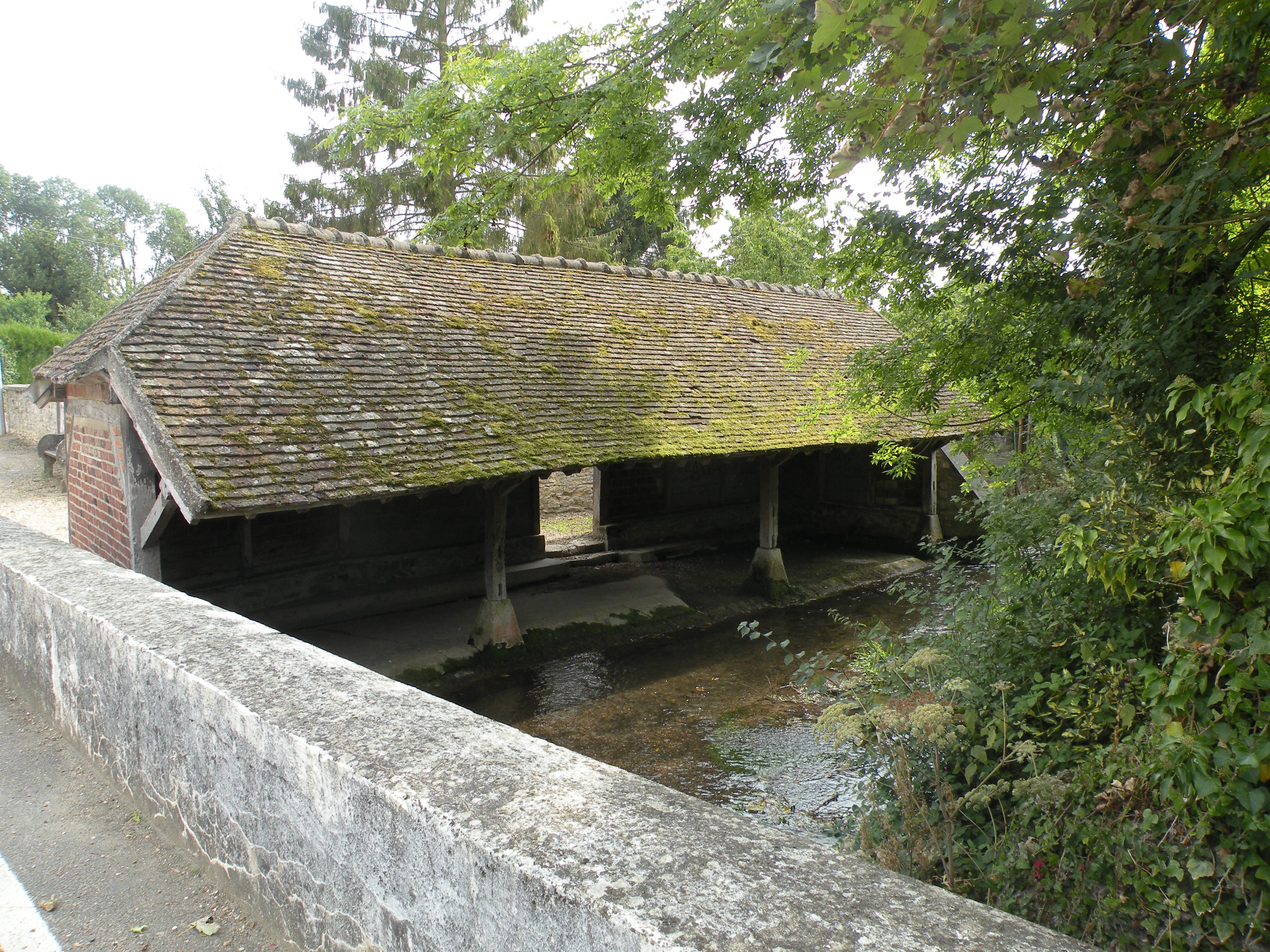
Lavoir (Waschhaus)
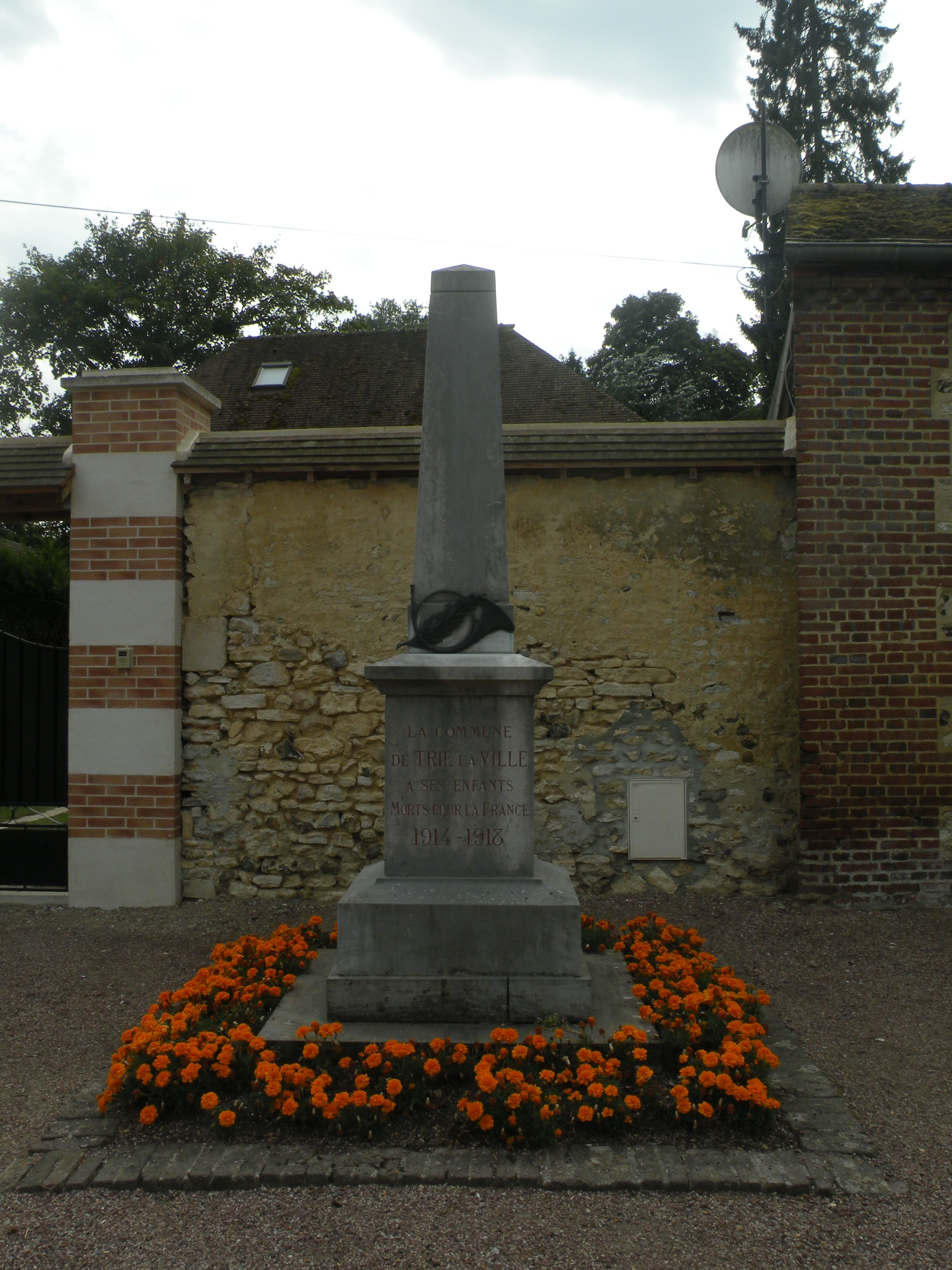
Gefallenendenkmal